# ホームタウン (ASIAN KUNG-FU GENERATIONのアルバム)
『ホームタウン』は、日本のロックバンド、ASIAN KUNG-FU GENERATIONの9thフルアルバム。2018年12月5日にKi/oon Musicから発売。

## 概要
- ベストアルバムを除いた場合、「ソルファ（2016）」から2年、オリジナルアルバムとしては「Wonder Future」以来3年6ヵ月ぶりとなるアルバム。
- 今作にはリヴァース・クオモ（Weezer）、ブッチ・ウォーカーを迎え入れ制作された「クロックワーク」、リヴァースと後藤の共同で制作された「ダンシングガール」が収録されている[1]。
- 「パワーポップ」をテーマに制作されたアルバムで、前アルバム『Wonder Future』以降にリリースされたシングルのうち「Right Now」「ブラッドサーキュレーター」はコンセプト違いのため本アルバムには未収録(2018年3月発売の『BEST HIT AKG 2 (2012-2018)』に収録された)となった。
- 当初は2018年3月発売を目標に制作を進めており、その際は「Right Now」「ブラッドサーキュレーター」「荒野を歩け」「UCLA」「モータープール」「クロックワーク」「スリープ」「廃墟の記憶」「生者のマーチ」「イエロー」「はじまりの季節」など、シングル曲、共作曲も含んだバラエティ豊かな内容になる予定だった。だが制作に行き詰ったため、アルバム制作を延長しコンセプトの見直しが図られた。そのため3月にはコンセプト違いでオリジナルアルバム未収録が決まった「Right Now」「ブラッドサーキュレーター」「生者のマーチ」も含んだベストアルバムを発売した。その後後藤が新たに「パワーポップ」をテーマにした楽曲(「ホームタウン」「レインボーフラッグ」「サーカス」「さようならソルジャー」「ボーイズ & ガールズ」)を書き足し、半年間の制作延長期間を経てオリジナルアルバムが完成した。ベストアルバムにも収録されなかった共作曲は「Can't Sleep EP」として初回限定版に付属された。
- アルバム発売を記念したラジオにて、喜多がアルバム制作中の2018年春ごろに禁酒を開始したことを明かし、メンバー曰く「飲んでいる音」と「飲んでいない音」の両方が入っていることを明かしている。また、後藤は日記にて、「荒野を歩け」以降の喜多のギターを絶賛している。
- 初回限定盤にはCD「Can't Sleep EP」に加え、特典DVDが付属。特典DVDには、昨年行われた南米ツアーの模様の他、現地のファンの生活を追ったドキュメンタリー映像が収録されている[2]。
- 付属CD「Can't Sleep EP」には「生者のマーチ」やグラント・ニコラス（FEEDER）との共作曲「スリープ」に加え、ホリエアツシ（ストレイテナー）が作曲を手がけた楽曲「廃墟の記憶」（尚、ホリエも一部ボーカルとして参加している）、Bassの山田貴洋が初のメインボーカルを務めた「イエロー」、THE CHARM PARKが作曲を担当した「はじまりの季節」が収録されている[3]。「廃墟の記憶」「はじまりの季節」はバンド史上初めてメンバーが作曲に関わっていない楽曲となった。
- 今作のジャケットはこれまでと同様、中村佑介のイラストが適用されている。
- 喜多、山田、伊地知が作曲にクレジットされた楽曲が収録されておらず、これは『サーフ ブンガク カマクラ』以来である(『Can't Sleep EP』には山田作曲の「イエロー」が収録されている)。
- オリコン週間ランキング初登場7位となり、オリジナルアルバムでは初めて5位圏外となった。

## 収録曲

### ホームタウン
- 全作詞：後藤正文、全編曲：ASIAN KUNG-FU GENERATION

| #   | タイトル                                                         | 作詞 | 作曲                                 | 時間  |
| --- | ---------------------------------------------------------------- | ---- | ------------------------------------ | ----- |
| 1.  | 「クロックワーク」                                               |      | Rivers Cuomo・Butch Walker・後藤正文 | 4：02 |
| 2.  | 「ホームタウン」(BSテレ東ドラマ「神酒クリニックで乾杯を」主題歌) |      | 後藤正文                             | 2：57 |
| 3.  | 「レインボーフラッグ」                                           |      | 後藤正文                             | 3：40 |
| 4.  | 「サーカス」                                                     |      | 後藤正文                             | 4：37 |
| 5.  | 「荒野を歩け」(アニメ映画『夜は短し歩けよ乙女』主題歌)           |      | 後藤正文                             | 4：19 |
| 6.  | 「UCLA」                                                         |      | 後藤正文                             | 5：19 |
| 7.  | 「モータープール」                                               |      | 後藤正文                             | 3：23 |
| 8.  | 「ダンシングガール」                                             |      | Rivers Cuomo・後藤正文               | 3：11 |
| 9.  | 「さようならソルジャー」                                         |      | 後藤正文                             | 4：25 |
| 10. | 「ボーイズ＆ガールズ」                                           |      | 後藤正文                             | 4：41 |

### Can't Sleep EP
- 全作詞：後藤正文、全編曲：ASIAN KUNG-FU GENERATION

| #  | タイトル                                             | 作詞 | 作曲                     | 時間  |
| -- | ---------------------------------------------------- | ---- | ------------------------ | ----- |
| 1. | 「スリープ」(映画「スタートアップ・ガールズ」主題歌) |      | Grant Nicholas・後藤正文 | 3：15 |
| 2. | 「廃墟の記憶」                                       |      | ホリエアツシ             | 4：25 |
| 3. | 「イエロー」                                         |      | 山田貴洋                 | 2：58 |
| 4. | 「はじまりの季節」                                   |      | THE CHARM PARK           | 3：15 |
| 5. | 「生者のマーチ」                                     |      | 後藤正文                 | 4：42 |

### 初回限定盤DVD
1. ASIAN KUNG-FU GENERATION America Tour Documentary Pt.2（Latin America）

## ゲストミュージシャン
- 畳野彩加 (Homecomings)：Vocals (『UCLA』)
- ホリエアツシ (ストレイテナー)：Vocals, Keyboards (『廃墟の記憶』)
- 下村亮介 (the chef cooks me)：Mellotron (『生者のマーチ』)